# 渡辺省三
渡辺 省三（わたなべ しょうぞう、1933年2月26日 - 1998年8月31日）は、愛媛県西条市出身のプロ野球選手（投手、右投右打）・コーチ・スカウト。

## 経歴
6歳の時に軍属として徴用された父と共に朝鮮に渡り、平壌市内の船橋小学校に入学。終戦後に帰国し、旧制西条中入学後に野球を始める。1年下には藤田元司がいた。卒業後は倉敷レーヨン西条に入社し、軟式野球部に所属。
その頃のプロ野球界では、プロ野球再編問題が勃発。挙句に、選手の引き抜き問題が起きた。1951年10月、主力選手を別球団に引き抜かれた大阪タイガースが、選手補充のために、入団テストを実施。渡辺は自身でタイガースのテストに応募し、打撃投手として採用される。
1952年に統一契約書を交わした上で大阪タイガースへ入団し、2年目の1953年に制球力の良さを買われてキャンプに打撃投手として帯同。紅白戦でエース・梶岡忠義の右手甲に死球を与えてしまうが、オープン戦で梶岡の代役として投げたところ好結果を出し、一軍に昇格。同年は4月5日の名古屋戦（中日）に岩村吉博の2番手リリーフで初登板し、同19日の巨人戦（甲子園）では延長10回まで投げた藤村隆男の2番手で11回からマウンドに上がり、4回を1安打に抑えて初勝利を挙げる。同年はリリーフ中心の起用で10勝11敗を挙げ、以降は開幕投手を務めた1958年まで6年連続で2桁勝利を挙げるなど、チームに欠かせない戦力となった。最盛期は1955年から1957年までの3年間で、特に1956年は自己最多の22勝・防御率1.45で最優秀防御率のタイトルに輝いた。
同年11月には藤村排斥事件が勃発し、この問題に関わった。問題は年末まで尾を引き、解決策は神風正一がアドバイスした。アドバイスは、「個別に条件を付けて会社と折り合う」というもので、生活保障を重視していたことで、一年毎の契約で、生涯雇用の約束を球団と取り交わした。
この間の1957年9月26日の広島戦（甲子園）では、先発して9回を70球で無失点に抑え、それまでの9回完投時の最小投球数の日本記録71球を下回った。しかし、0-0のまま延長戦に突入して、結局13回を投げ切り完封勝利を収めたものの、最少投球数記録は参考記録となっている。
1962年と1964年のリーグ優勝にもリリーフとして貢献し、1962年の東映との日本シリーズでは全7戦中3戦に登板。10月16日の第3戦（神宮）では先発し4回を2安打無失点に抑えたが、試合は両チーム引き分けに終わっている。1964年の南海との日本シリーズでも全7戦中2戦にリリーフとして登板し、1965年限りで現役を引退。
引退後も阪神で一軍投手コーチ（1966年, 1970年 - 1971年 , 1978年）、二軍投手コーチ（1967年 - 1969年）、九州地区担当スカウト（1972年 - 1977年, 1979年 - 1998年）を務めた。コーチ1期目には1年目の久野剛司・上田次朗・谷村智啓を指導し、スカウト時代は新庄剛志・野田浩司・仲田幸司・遠山奬志・亀山努らを担当した。
1998年8月31日に神戸市中央区の路上で死亡しているところを通行人が発見した。近くの雑居ビルから転落したものと見られ、屋上に争った形跡がないことなどから生田署は飛び降り自殺をした可能性が高いと判断したが、自殺の動機がなかったり、死去の約3時間前には、9月8日から九州でのスカウト活動のための熊本行きの航空券の予約をしていたりなど、自殺としては不可解な点が多い。
遺族は父親の不審な死に疑問を感じ、独自調査を始め、1999年、管轄の検察庁である神戸地方検察庁に、被疑者不詳の殺人被疑事件として刑事告訴。2006年には神戸地検から、1999年に刑事告訴した殺人被疑事件について、内偵捜査に入ったことを告げられる。
なお、1956年の藤村排斥事件に関連して取り交わした生涯雇用の契約は、生涯、球団が遵守した。

## 選手としての特徴

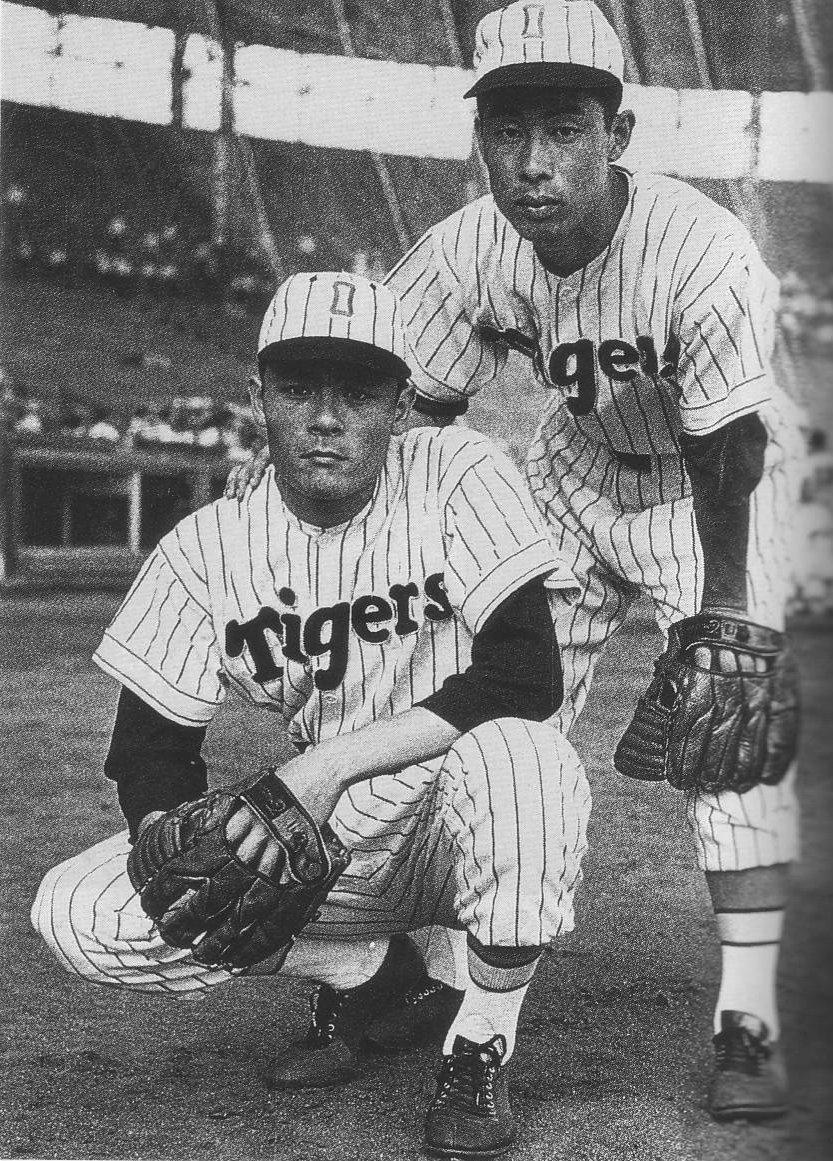
1956年ごろ、小山正明（左）と。

球速は出ないものの、打者心理を読む投球術と抜群の制球で相手を幻惑させるタイプの投手であった。渡辺の技巧的な投球、そしてその卓越した投球術は、後に阪神のエースになった小山正明や村山実に影響を与えた。
小山は「省さんがおらんかったら、以後の僕はなかったやろね」と語っており、渡辺について「本当にいい手本になってくれたよ、あの人は」と述べ、投球術のお手本であったと語っている。特にコントロールについて小山は「ピッチングにはコントロールが一番大切だと教わった」と語っている。また村山も「ピッチングは力だけやないことを省さんに教わった」とのコメントを残している。
小山や村山のお手本となったコントロールの良さが身上だったが、あくまで速球が武器だった小山や村山と異なり、低めに沈む変化球が生命線だった。そのため、渡辺の好調時の相手の打球はゴロが多く、バックで守っていた吉田義男は「渡辺の調子がいいときは内野手は忙しかった」と証言している（小山正明の項も参照）。
変化球としては、スライダーとシュートが得意な球種であった。さらに、後でいうツーシームのような、微妙に変化する速球も投げており、その球は絶品であったと小山は語っている。また、これらの他に「省やんボール」と呼ばれる上方からベース上へ落とす超スローボールを何度か投げ、話題になった。自身は「スローカーブのように言われたけど、握りからいってもスローナックルで、おそらく時速は50キロぐらいだったと思う」と語っていた。なお、このボールは巨人のON砲にも使ったが、長嶋茂雄だけには通用せず打たれてしまったという。
徹底的な走り込みで下半身を鍛え、投げ込みで肩を作っており、余計な力の入っていない投球フォームの持ち主でもあったことで、肩や肘を怪我することもなく、長期にわたって主力投手としてタイガースを支えた。また、引揚者として苦労した経験からか、精神的に芯が強く、勝負強い選手でもあった。
特技として、数球のウォーミングアップで登板することが可能であり、リリーフとして非常に使い勝手が良かったという。

## 人物
普段は無口な人物で、酒もほとんど飲まなかった。独身時代に年俸の１か月分のほぼ全額で、当時貴重品だったマックスファクターの化粧品セットを買い、当時の交際相手（のち結婚したタツエ夫人）にプレゼントしたという逸話が残っている。このことについて、「蝶々の止まるようなスローボールで活躍している男が、美女には超スピードだ」などと言われたという。

## 詳細情報

### 年度別投手成績
| 年 度      | 球 団      | 登 板 | 先 発 | 完 投 | 完 封 | 無 四 球 | 勝 利 | 敗 戦 | セ 丨 ブ | ホ 丨 ル ド | 勝 率 | 打 者 | 投 球 回 | 被 安 打 | 被 本 塁 打 | 与 四 球 | 敬 遠 | 与 死 球 | 奪 三 振 | 暴 投 | ボ 丨 ク | 失 点 | 自 責 点 | 防 御 率 | W H I P |
| ---------- | ---------- | ----- | ----- | ----- | ----- | -------- | ----- | ----- | -------- | ----------- | ----- | ----- | -------- | -------- | ----------- | -------- | ----- | -------- | -------- | ----- | -------- | ----- | -------- | -------- | ------- |
| 1953       | 大阪 阪神  | 54    | 12    | 1     | 1     | 0        | 10    | 11    | --       | --          | .476  | 775   | 192.0    | 168      | 11          | 59       | --    | 4        | 43       | 2     | 1        | 69    | 61       | 2.86     | 1.18    |
| 1954       | 大阪 阪神  | 51    | 10    | 1     | 0     | 1        | 10    | 13    | --       | --          | .435  | 682   | 169.0    | 154      | 12          | 28       | --    | 3        | 38       | 1     | 0        | 56    | 47       | 2.50     | 1.08    |
| 1955       | 大阪 阪神  | 46    | 20    | 9     | 3     | 2        | 18    | 11    | --       | --          | .621  | 948   | 244.0    | 201      | 10          | 42       | 12    | 5        | 74       | 1     | 0        | 76    | 65       | 2.40     | 1.00    |
| 1956       | 大阪 阪神  | 52    | 30    | 7     | 4     | 3        | 22    | 8     | --       | --          | .733  | 1001  | 260.1    | 207      | 4           | 30       | 6     | 2        | 84       | 0     | 0        | 54    | 42       | 1.45     | 0.91    |
| 1957       | 大阪 阪神  | 43    | 29    | 11    | 4     | 2        | 17    | 9     | --       | --          | .654  | 920   | 230.0    | 217      | 8           | 46       | 2     | 4        | 66       | 1     | 0        | 67    | 48       | 1.88     | 1.14    |
| 1958       | 大阪 阪神  | 43    | 18    | 11    | 3     | 6        | 12    | 12    | --       | --          | .500  | 750   | 191.1    | 174      | 14          | 18       | 6     | 2        | 53       | 0     | 0        | 70    | 60       | 2.81     | 1.00    |
| 1959       | 大阪 阪神  | 24    | 10    | 1     | 0     | 0        | 3     | 6     | --       | --          | .333  | 324   | 79.2     | 84       | 4           | 15       | 1     | 0        | 19       | 0     | 0        | 33    | 30       | 3.38     | 1.24    |
| 1960       | 大阪 阪神  | 46    | 8     | 2     | 1     | 1        | 8     | 6     | --       | --          | .571  | 581   | 152.1    | 124      | 8           | 17       | 3     | 6        | 40       | 1     | 0        | 48    | 43       | 2.53     | 0.93    |
| 1961       | 大阪 阪神  | 49    | 9     | 3     | 2     | 2        | 11    | 6     | --       | --          | .647  | 626   | 157.2    | 159      | 6           | 22       | 1     | 3        | 49       | 1     | 0        | 49    | 33       | 1.88     | 1.15    |
| 1962       | 大阪 阪神  | 38    | 5     | 0     | 0     | 0        | 10    | 5     | --       | --          | .667  | 426   | 105.0    | 96       | 10          | 25       | 4     | 0        | 39       | 1     | 0        | 42    | 33       | 2.83     | 1.15    |
| 1963       | 大阪 阪神  | 38    | 2     | 1     | 0     | 0        | 6     | 6     | --       | --          | .500  | 405   | 96.2     | 105      | 7           | 26       | 5     | 2        | 23       | 1     | 0        | 46    | 42       | 3.90     | 1.36    |
| 1964       | 大阪 阪神  | 34    | 4     | 2     | 0     | 1        | 6     | 3     | --       | --          | .667  | 344   | 85.0     | 88       | 7           | 12       | 3     | 0        | 29       | 0     | 0        | 35    | 27       | 2.86     | 1.18    |
| 1965       | 大阪 阪神  | 32    | 1     | 0     | 0     | 0        | 1     | 0     | --       | --          | 1.000 | 227   | 55.0     | 55       | 3           | 12       | 4     | 1        | 26       | 1     | 0        | 16    | 15       | 2.45     | 1.22    |
| 通算：13年 | 通算：13年 | 550   | 158   | 49    | 18    | 18       | 134   | 96    | --       | --          | .583  | 8009  | 2018.0   | 1832     | 104         | 352      | 47    | 32       | 583      | 10    | 1        | 661   | 546      | 2.44     | 1.08    |

- 各年度の太字はリーグ最高

### タイトル
- 最優秀防御率：1回 （1956年）

### 記録
初記録
- 初登板：1953年4月5日、対名古屋ドラゴンズ3回戦（中日スタヂアム）、3回裏1死から2番手で救援登板・完了、5回2/3を2失点で敗戦投手
- 初勝利：1953年4月19日、対読売ジャイアンツ2回戦（阪神甲子園球場）、11回表から2番手で救援登板・完了、4回無失点
- 初先発登板：1953年4月22日、対名古屋ドラゴンズ7回戦（日本生命球場）、3回2/3を5失点（自責点4）で敗戦投手
- 初先発勝利：1953年5月13日、対国鉄スワローズ9回戦（新潟白山球場）、7回1/3を3失点（自責点2）
- 初完投勝利・初完封：1953年5月30日、対広島カープ7回戦（呉市二河野球場）

節目の記録
- 100勝：1960年9月26日、対国鉄スワローズ23回戦（後楽園球場）、9回完封勝利

### 背番号
- 26 （1952年 - 1965年）
- 65 （1966年 - 1969年）
- 64 （1970年）
- 74 （1971年、1978年）